# 1992年バルセロナオリンピックのイタリア選手団
1992年バルセロナオリンピックのイタリア選手団（1992ねんバルセロナオリンピックのイタリアせんしゅだん）は、1992年7月25日から8月9日にかけてスペインのカタルーニャ州バルセロナで開催された1992年バルセロナオリンピックのイタリア選手団、およびその競技結果。

## 概要
今大会は金メダル6個、銀メダル5個、銅メダル8個の合計19個のメダルを獲得した。

## メダル
| メダル | 選手名                                                                            | 競技   | 種目                       |
| ------ | --------------------------------------------------------------------------------- | ------ | -------------------------- |
| 金     | ファビオ・カサルテッリ                                                            | 自転車 | 男子個人ロードレース       |
| 金     | ジョヴァンニ・ロンバルディ                                                        | 自転車 | 男子ポイントレース         |
| 銀     | フラビオ・アナスタジア ルカ・コロンボ ジャンフランコ・コンティ アンドレア・ペロン | 自転車 | 男子チームタイムトライアル |
| 銀     | エマヌエーラ・ピエラントッツィ                                                    | 柔道   | 女子66kg以下級             |
| 銅     | ジョバンニ・デ・ベネディクティス                                                  | 陸上   | 男子20km競歩               |
| 銅     | ステファノ・バティステリ                                                          | 競泳   | 男子200m背泳ぎ             |
| 銅     | ルカ・サッキ                                                                      | 競泳   | 男子400m個人メドレー       |